# اوباسوته

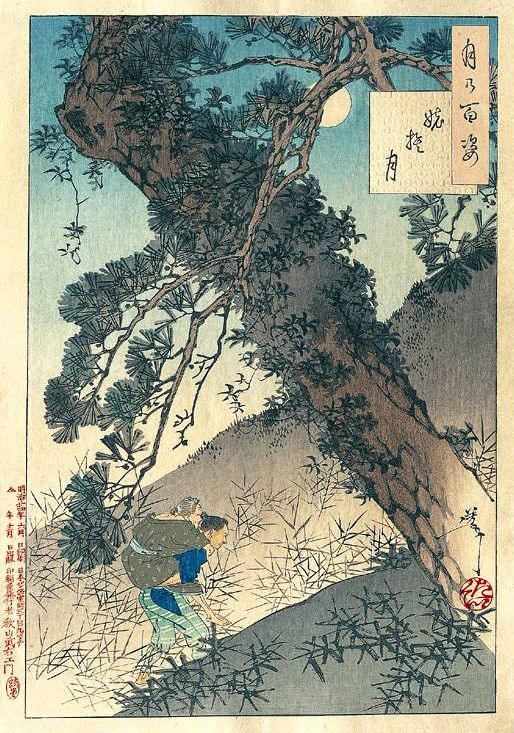
"اوباسوته نو تسوكي" (قمر اوباسوته)، أحد الأعمال المائة في سلسلة مائة جانب للقمر، للرسام تسوكيوكا يوشيتوشي

اوباسوته (باليابانية: 姥捨て) وتسمى ايضاً يوباسوته وتعني "التخلي عن المرأة العجوز". وتسمى احيانا اوياسوته (باليابانية: 親捨て) وتعني "التخلي عن الوالدين". هي ممارسة أسطورية لقتل كبار السن في اليابان، حيث يتم نقل قريب عاجز أو مسن إلى جبل، أو أي مكان آخر بعيد ومقفر وتركت هناك ليموت. خلص كونيو ياناغيتا إلى أن الفولكلور البسيط يأتي من الأساطير البوذية الهندية. وفقًا لموسوعة كودانشا المصورة في اليابان، فإن اوباسوته "هو موضوع أسطوري، ولكن... لا يبدو أنه كان عرفًا شائعًا على الإطلاق".

## التراث الشعبي
في إحدى القصص الرمزية البوذية، يحمل الابن أمه على ظهره إلى أعلى الجبل. خلال الرحلة، تمد ذراعيها، وتلتقط الأغصان وتتناثر في أعقابها، حتى يتمكن ابنها من العثور على الطريق إلى المنزل.
قصيدة تخلد القصة:
في أعماق الجبال،
كانت الأم المسنة تقطع
غصينًا تلو الآخر؟
غافلة عن نفسها
فعلت ذلك
من أجل ابنها